# Bernard Imhasly
Bernard Imhasly (* 21. Mai 1946 in Siders, Kanton Wallis) ist ein Schweizer Linguist, Diplomat, Journalist und Publizist.

## Leben
Imhasly besuchte die Klosterschule Einsiedeln und studierte nach der Matura von 1966 bis 1972 Linguistik und Anthropologie an der Universität Zürich. 1972 wurde er zum Dr. phil. promoviert, 1972/73 hielt er sich für Forschungszwecke in Bangladesch auf. Von 1973 bis 1978 war er Dozent für Linguistik an der Universität Zürich.
1978 trat er in den Schweizer diplomatischen Dienst des Eidgenössischen Departements für auswärtige Angelegenheiten ein, er arbeitete u. a. in Genf, London, Bern und Neu-Delhi. 1990 wechselte er in die Wirtschaftsberatung und dann in den Journalismus. Von 1991 bis 2007 war er Südasien-Korrespondent für die Neue Zürcher Zeitung. Er publizierte u. a. in der taz, dem Handelsblatt und der Presse.
Imhasly ist verheiratet, Vater einer Tochter und lebt seit 1984 in Indien.

## Auszeichnungen
- 2009: Zürcher Journalistenpreis (Gesamtwerk)

## Schriften (Auswahl)
- Der Begriff der sprachlichen Kreativität in der neueren Linguistik (= Linguistische Arbeiten. 20). Niemeyer, Tübingen 1974, ISBN 3-484-10209-8.
- mit Hans-Peter Müller, Hans Grombach: Modernisierungsprozesse in Bangladesh. Soziale und kognitive Strukturen im kulturellen Wandel (= Europäische Hochschulschriften. Reihe 22. Soziologie. Bd. 15). Lang, Bern u. a. 1975, ISBN 3-261-01856-9.
- mit Harald Burger: Formen sprachlicher Kommunikation. Eine Einführung (= Schwerpunkte der Soziologie). Kösel, München 1978, ISBN 3-466-32009-7.
- mit Bernhard Marfurt, Paul Portmann: Konzepte der Linguistik. Eine Einführung (= Studienbücher zur Linguistik und Literaturwissenschaft. Bd. 9). Akademische Verlagsgesellschaft Athenaion, Wiesbaden 1979, ISBN 3-7997-0718-2.
- Abschied von Gandhi?. Eine Reise durch das neue Indien. Herder, Freiburg im Breisgau u. a. 2006, ISBN 3-451-28649-1.
- Indien. Ein Länderporträt. Links, Berlin 2015, ISBN 978-3-86153-822-6. (auch erschienen bei der Bundeszentrale für politische Bildung)